# Vorarlberger Wappen

Vorarlberger Landeswappen

Das Vorarlberger Landeswappen geht auf das mittelalterliche Geschlecht der Montforter zurück.
Es ist das einzige Wappen eines österreichischen Bundeslandes, in dem kein Wappentier vorkommt (Wien verwendet allerdings nur im großen Wappen einen Adler).

## Beschreibung
Legaldefinition des § 3 Abs. 2 des Gesetzes über die Landessymbole:
Auf dem silbernen Schild ruht das mit drei gleich breiten,
schwarz befransten Lätzen versehene rote Montfortische Banner,
das am oberen Rande drei rote Ringe trägt.
Das obere Feld des Banners ist mit zwei,
die Lätze sind mit drei schwarzen Querlinien durchzogen.
Vom Typus her ist das Landeswappen eine Kirchenfahne. Diese liegt auf einem silbernen Schild (in der Heraldik entspricht silber weiß) und ist mit drei roten Ringen bestückt. Sie hat drei gleich breite befranste Lätze (Hängel), von denen der mittlere länger ist. Im oberen Teil wird sie von zwei dünnen, parallel verlaufenden, waagrechten, schwarzen Balken durchzogen, in den Lätzen von dreien, wobei sie im mittleren Latz, im Vergleich zu den beiden anderen, nach unten verschoben sind.
Das Wappen war ursprünglich das Kriegswappen der Grafen von Montfort. In Friedenszeiten wurde eine schwarze Version verwendet, bei der die Balken, die das Wappen durchziehen, weiß waren. Diese Version bildet heute das Wappen der Stadt Feldkirch. Prinzipielles über das Wappen wird bereits im Artikel sechs der Vorarlberger Landesverfassung geregelt, so heißt es dort in Absatz eins: Das Wappen des Landes ist das Montfortische rote Banner auf silbernem Schilde. Gemäß Artikel sechs Absatz vier wird genaueres durch das Gesetz über die Landessymbole bestimmt.

## Geschichte

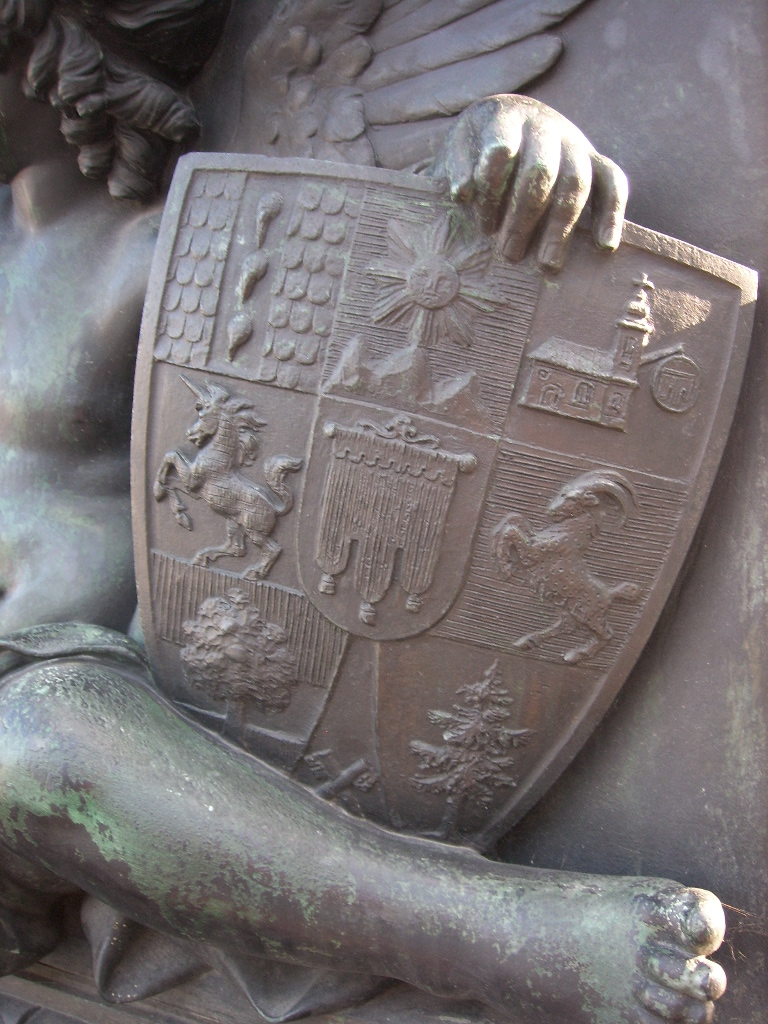
Das alte Vorarlberger Wappen auf dem Sockel eines Flaggenmastes des österreichischen Parlaments

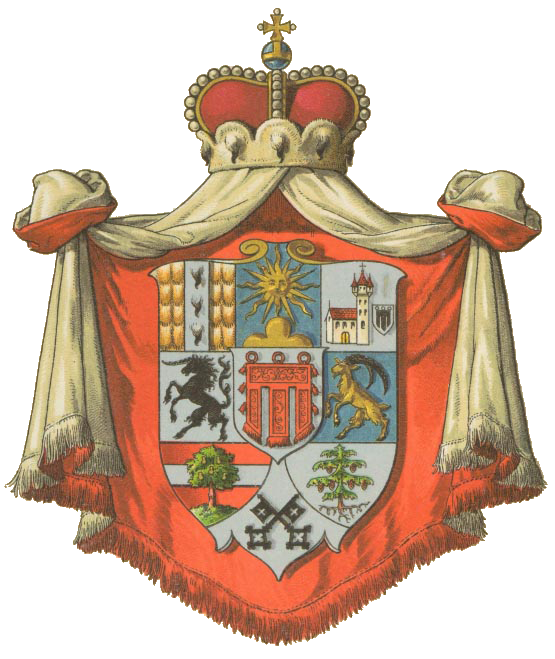
Wappen Vorarlbergs bis 1918

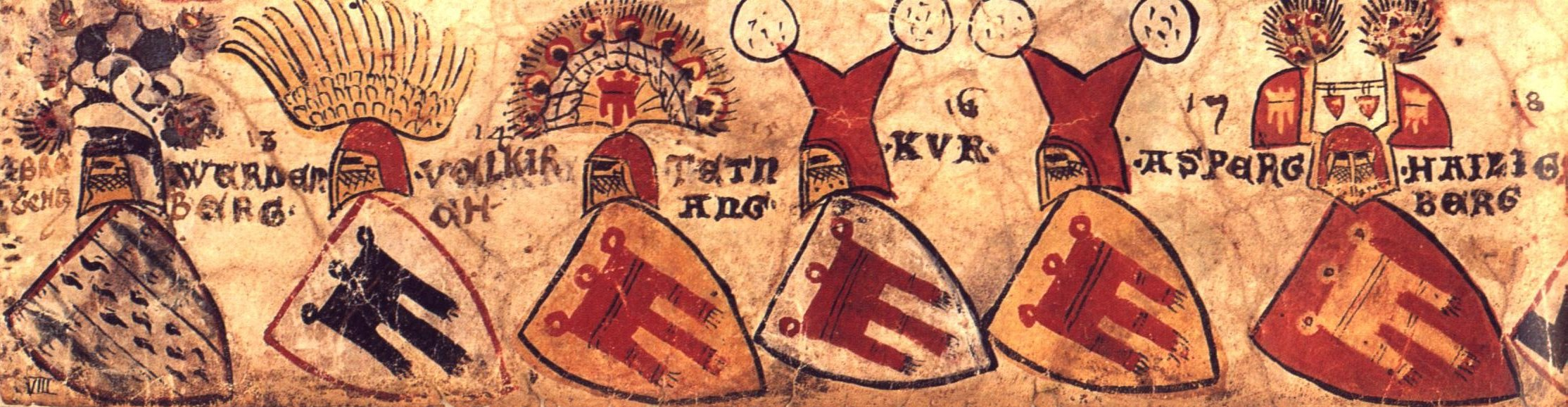
Wappen der Seitenlinien der Tübinger Pfalzgrafen, von denen auch die Montforter abstammen, in der Zürcher Wappenrolle

Die Montforter, die im Bereich des heutigen Vorarlberg (Feldkirch, Bregenz, Götzis), aber auch im süddeutschen Raum mehrere Herrschaften besaßen, verwendeten die Rote Kirchenfahne auf silbernem Grund als ihr Wappen. Ihr Name soll auf den lateinischen Ausdruck mons fortis zurückgehen, was so viel wie ‚starker/wehrhafter Berg‘ bedeutet. Sie vereinten erstmals mehrere Vorarlberger Gebiete unter ihrer Herrschaft. Bevor sie 1787 endgültig ausstarben, hatten sie den Habsburgern bereits im 14. und 15. Jahrhundert ihre Herrschaften überlassen, ihr Wappen aber hat sich erhalten. Die ersten farbigen Versionen des späteren Landeswappens tauchten Mitte des 14. Jahrhunderts in der Handschrift speculum humanae salvationis und in der Zürcher Wappenrolle auf.
Vorarlberg, das kein zusammengehörendes Herrschaftsgebilde darstellte, sondern in mehrere Herrschaften zersplittert war, besaß lange Zeit kein gemeinsames Wappen. Zwar setzte sich das Montfortbanner mit der Zeit immer mehr als Symbol für das Gebiet des heutigen Vorarlberg durch, offizielles Landeswappen war es zur Zeit der Habsburgermonarchie allerdings nicht. Nachdem Vorarlberg 1861 ein eigenständiges Kronland wurde, ließ man vom Landeshistoriker Joseph von Bergmann ein erstes Wappen entwerfen. Dieses war eine Kombination aus mehreren Wappen von größeren Gemeinden und Regionen, war von einem Fürstenhut gekrönt und wurde manchmal auf einem Fürstenmantel platziert. Es wurde am 20. August 1864 durch kaiserliches Diplom verliehen. In der ersten Reihe dieses Wappens finden sich von links nach rechts die Wappen von Bregenz, Sonnenberg und Feldkirch, in der zweiten Reihe die von Bludenz und Hohenems, in der Untersten Reihe schließlich die Wappen von Dornbirn, des Montafons und des Bregenzerwaldes, und im Herzschild Montfort. Um die Einheit des Landes zu betonen und endlich auch ein einheitliches Wappen zu schaffen, wurde nach Ausrufung der Republik 1918 das Wappen der Grafen von Montfort, der Herzschild des bisherigen Wappens, zum Landeswappen erklärt. Im ersten Wappengesetz von 1918 wurde das Landeswappen noch als das „Montfortische rote Kriegsbanner“ bezeichnet, später verzichtete man auf den Hinweise auf seinen kriegerischen Ursprung.

## Verwendung

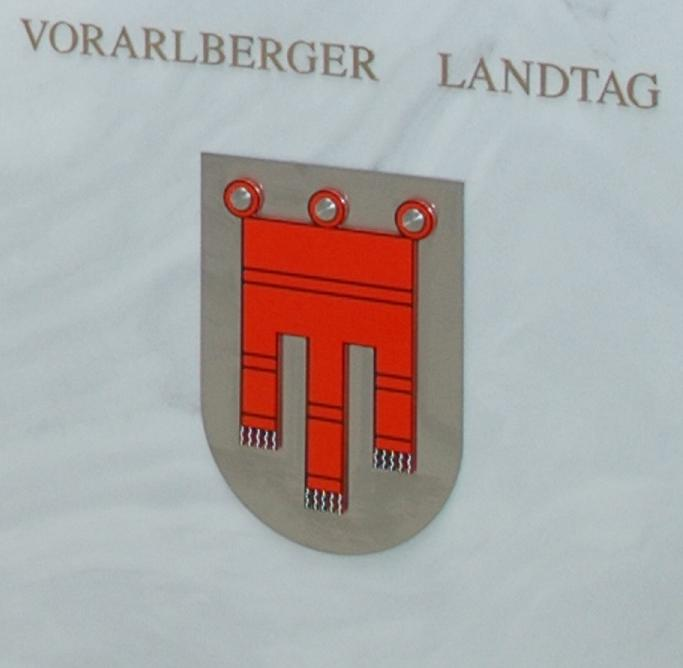
Das Landeswappen am Rednerpult des Landtages

Vorarlberger Landessiegel

Landesdienstflagge

### Verwendung des Wappens
Das Recht zur Führung des Landeswappens steht in erster Linie dem Präsidenten des Landtages, den Mitgliedern der Landesregierung sowie den Behörden, Ämtern und sonstigen Dienststellen des Landes zu. Das Recht zur Führung des Landeswappens kann Körperschaften öffentlichen Rechts, anderen juristischen Personen oder physischen Personen verliehen werden, wenn dadurch die öffentlichen Interessen des Landes gefördert werden, wenn sie Aufgaben des Landes wahrnehmen oder gemeinnützig sind.

### Verwendung des Siegels
Das Landessiegel wird durch die Landesbehörden und den Landtag verwendet. Die Landesverfassung normiert auch das Siegel. In den Bestimmungen des Artikel sechs über die Landessymbole heißt es dort in Absatz drei:

„Das Landessiegel weist das Landeswappen mit der Umschrift ‚Land Vorarlberg‘ auf.“

Der Siegelstock wird von der Landesregierung verwahrt, zu seiner Führung sind nur diese und der Landtagspräsident berechtigt. Hartdruck- und Farbstampiglien die vom Siegel dadurch abweichen, dass sie in der Umschrift Behördenbezeichnungen tragen, dürfen nur von berechtigten Einrichtungen geführt werden. Eine illegale Verwendung des Siegels durch nicht Berechtigte kann Geldstrafen von bis zu 2000 Euro nach sich ziehen.

### Verwendung in der Landesdienstflagge
In der Mitte der Landesflagge positioniert, bildet das Wappen mit dieser die sogenannte Landesdienstflagge. Zur Führung befugt sind primär, wie im Falle des Siegels, der Landtagspräsident und die Landesregierung. Sie findet ebenfalls, vor allem an Sitzungs- oder Feiertagen und auch in Verbindung mit der Bundesdienstflagge oder der Nationalflagge, Anwendung durch den Landtag und die Landesbehörden.